# تیک‌داون
«تیک‌داون» (انگلیسی: Takedown) ترانه‌ای از فیلم پویانمایی موزیکال فانتزی شکارچیان شیاطین کی‌پاپ محصول سال ۲۰۲۵ است. در این فیلم، دو نسخه از این ترانه استفاده شده است: یکی با اجرای ئی‌جِی، آدری نونا و ری آمی به‌عنوان اعضای گروه خیالی دخترانهٔ کی پاپ به نام هانتریکس و نسخه‌ای دیگر که در تیتراژ پایانی پخش می‌شود با اجرای جونگ‌یون، جی‌هیو و چه‌یونگ از گروه دخترانهٔ کره‌ای توایس. نسخهٔ اجراشده توسط توایس در ۲۰ ژوئن ۲۰۲۵ توسط ریپابلیک رکوردز به‌عنوان تک‌آهنگ آغازین آلبوم موسیقی متن این فیلم منتشر شد.

## پیش‌زمینه و انتشار
فیلم پویانمایی موزیکال فانتزی شکارچیان شیاطین کی‌پاپ در ۲۰ ژوئن ۲۰۲۵ از طریق نتفلیکس منتشر شد. داستان فیلم دربارهٔ گروه خیالی دخترانهٔ کی پاپ به نام هانتریکس (Huntr/x) است که از سه عضو به نام‌های رومی، میرا و زویی تشکیل شده است. صداپیشگی خوانندگی این شخصیت‌ها را به ترتیب ئی‌جِی، آدری نونا و ری آمی بر عهده دارند. «تیک‌داون» در طول فیلم توسط گروه هانتریکس اجرا می‌شود، در حالی‌که نسخهٔ ریمیکس آن با اجرای اعضای گروه دخترانهٔ کره‌ای توایس یعنی جونگ‌یون، جی‌هیو و چه‌یونگ در تیتراژ پایانی و همراه با تصاویری زنده از بازیگران و هنرمندان در حال ضبط موسیقی فیلم پخش می‌شود. آلبوم موسیقی متن این فیلم نیز در همان روز (۲۰ ژوئن) منتشر شد و شامل هر دو نسخه از این ترانه است. نسخهٔ اجرای توایس از «تیک‌داون» نیز به‌عنوان تک‌آهنگ آغازین آلبوم در همان تاریخ منتشر شد. همچنین، در ۲۷ ژوئن، نسخه‌ای از این ترانه بر روی واینل ۷ اینچی منتشر گردید.

## متن ترانه و آهنگسازی
«تیک‌داون» به‌عنوان یک «سرود جنگجویانه» توصیف شده است که خشم و انتقام گروه هانتریکس را نسبت به گروه پسرانهٔ ساجا بویز بیان می‌کند. در جریان ترانه، شخصیتی به نام رومی که نیمه شیطان است، در تلاش برای اجرای ترانه دچار مشکل می‌شود، چراکه صدای درونی‌اش را از دست داده است. او سعی می‌کند نسخه‌ای ملایم‌تر از ترانه بنویسد، اما شیاطینی که به شکل میرا و زویی درآمده‌اند، نسخهٔ پیشنهادی او را رد می‌کنند و تصمیم می‌گیرند نسخهٔ اصلی خود را اجرا کنند؛ تصمیمی که در نهایت منجر به آشکار شدن نشانه‌های شیطانی رومی می‌شود. این ترانه در ابتدا به‌عنوان یک قطعهٔ مستقل نوشته و ضبط شد و سپس در فیلم گنجانده شد. نسخهٔ تیتراژ پایانی با اجرای جونگ‌یون، جی‌هیو و چه‌یونگ به‌عنوان بخش مرکزی چالش رقص این ترانه در تیک‌تاک مورد استفاده قرار گرفت. چه‌یونگ در ابتدا احساس می‌کرد ترانه بیش از حد سنگین و جدی است و اجرای آن برایشان دشوار خواهد بود، اما در نهایت از تجربهٔ کار با سبکی متفاوت لذت برد. جونگ‌یون نیز این پروژه را «تجربه‌ای ویژه» توصیف کرد، چراکه این نخستین ترانه‌ای بود که این سه نفر به تنهایی و بدون دیگر اعضای گروه توایس اجرا کرده بودند.

## بازخورد منتقدان
دباشری دوتا از رولینگ استون ایندیا از «خشونت محسوس» ترانه تمجید کرد و آن را بازتابی از خشم گروه هانتریکس نسبت به گروه ساجا بویز دانست؛ خشمی که در نهایت در کُرس ترانه به اوج می‌رسد و بار دیگر تمایل شخصیت‌ها برای نابودی شیاطین را یادآوری می‌کند. سارا کری از That Hashtag Show این ترانه را «آدرنالین خالص» توصیف کرد—چه در نسخهٔ «پرخاشگرانه» هانتریکس و چه در نسخهٔ «صیقل‌یافته» توایس. او اشاره کرد که این ترانه «ثابت می‌کند می‌توان یک قطعهٔ پرانرژی ساخت که در عین حال از بار احساسی واقعی نیز برخوردار باشد»؛ قطعه‌ای که هم پیام قدرتمندی دارد و هم از «افت‌های کوبندهٔ ضرباهنگ و آوازهای پرقدرت» بهره می‌برد.

## فهرست قطعات
تک‌آهنگ واینل ۷ اینچی
1. «تیک‌داون» (نسخه توایس) – ۳:۰۱
2. «تیک‌داون» (نسخه هانتریکس) – ۳:۰۲

## جدول‌های موسیقی
| جدول (۲۰۲۵)                            | بالاترین جایگاه |
| -------------------------------------- | --------------- |
| استرالیا (ای‌آرآی‌ای)                    | ۲۷              |
| کانادا (۱۰۰ تک‌آهنگ داغ کانادا)         | ۶۱              |
| آلمان (جدول‌های رسمی آلمان)             | ۶۹              |
| گلوبال ۲۰۰ (بیلبورد (مجله)\|بیلبورد]]) | ۳۹              |
| مالزی (بیلبورد)                        | ۱۵              |
| نیوزیلند (انجمن صنعت ضبط نیوزیلند)     | ۲۲              |
| فیلیپین (فیلیپین هات ۱۰۰)              | ۲۴              |
| سنگاپور (آرآی‌ای‌اس)                     | ۱۷              |
| کره جنوبی (سرکل)                       | ۹۸              |
| تایوان (بیلبورد)                       | ۲۲              |
| دانلود تک‌آهنگ‌های بریتانیا (اوسی‌سی)     | ۱۰۰             |
| بیلبورد هات ۱۰۰ ایالات متحده           | ۶۴              |

| جدول (۲۰۲۵)                                 | بالاترین جایگاه |
| ------------------------------------------- | --------------- |
| کانادا (۱۰۰ تک‌آهنگ داغ کانادا)              | ۸۳              |
| گلوبال ۲۰۰ (بیلبورد)                        | ۸۱              |
| مالزی (بیلبورد)                             | ۲۳              |
| فیلیپین (فیلیپین هات ۱۰۰)                   | ۳۲              |
| سنگاپور (آرآی‌ای‌اس)                          | ۲۷              |
| کره جنوبی (سرکل)                            | ۱۰۷             |
| تایوان (بیلبورد)                            | ۱۵              |
| بابلینگ آندر هات ۱۰۰ ایالات متحده (بیلبورد) | ۲               |

## تاریخچه انتشار
| منطقه | تاریخ        | فرمت                  | ناشر     | منابع |
| ----- | ------------ | --------------------- | -------- | ----- |
| مختلف | ۲۰ ژوئن ۲۰۲۵ | دانلود دیجیتال استریم | ریپابلیک | [ ۳ ] |
| مختلف | ۲۷ ژوئن ۲۰۲۵ | واینل ۷ اینچی         | ریپابلیک | [ ۴ ] |